# Савранський ліс
Савра́нський Ліс — ландшафтний заказник загальнодержавного значення в Україні (з 1984). Розташований у Подільському районі Одеської області, поблизу смт Саврань.

## Опис
Площа 8397,0 га. Розташований у кварталах 1—40 Савранського лісництва, кварталах 1—3, 5—16, 19—71 Слюсарівського лісництва, кварталах 1—34 Осичанського лісництва державного підприємства «Савранське лісове господарство» (Савранський лісгосп; донедавна перебував у віданні Балтського лісгоспзагу). Заказник створено в 1974 р за постановою Ради Міністрів України від 28.10.74 р. № 500, перезатверджено постановою Ради Міністрів України від 07.01.85 р. № 5. Межі заказника регламентуються розпорядженням Одеської обласної державної адміністрації від 18.02.2008 № 63/А-2008.
Заказник створений для охорони одного з найбільших в Україні масивів дубових лісів, розташованих на межі лісостепу і степу. Має важливе ґрунтозахисне та водоохоронне значення.
Географічно «Савранський Ліс» розташований на правому березі річки Південний Буг, біля кордону Одеської та Кіровоградської областей. Основною лісотвірною породою є дуб звичайний, у домішці — липа серцелиста, клен польовий, клен татарський, граб звичайний, черешня, в'яз гладенький; трапляються береза, сосна (у вигляді окремих лісів і перелісків). Підлісок утворюють бруслина, дерен, глід, ліщина. Всього у флорі Савранського лісу налічується близько 40 видів дерев і чагарників та понад 400 видів трав'яних рослин.
Особливу наукову цінність становлять окремі ділянки дуба скельного, що росте на буроземах, а також 500-річні екземпляри дуба звичайного. В «Савранському Лісі» трапляється ряд понтійських, середземноморських та середньоєвропейських видів рослин. Багатий тваринний світ заказника. Також заказник є єдиним на півдні України місцем гніздування орла-могильника — виду, занесеного до Червоної книги України.

Полювання, збір лікарських рослин, грибів, заготівлі лісу (дров) заборонені.

## Території природно-заповідного фонду у складі ЗК «Савранський ліс»

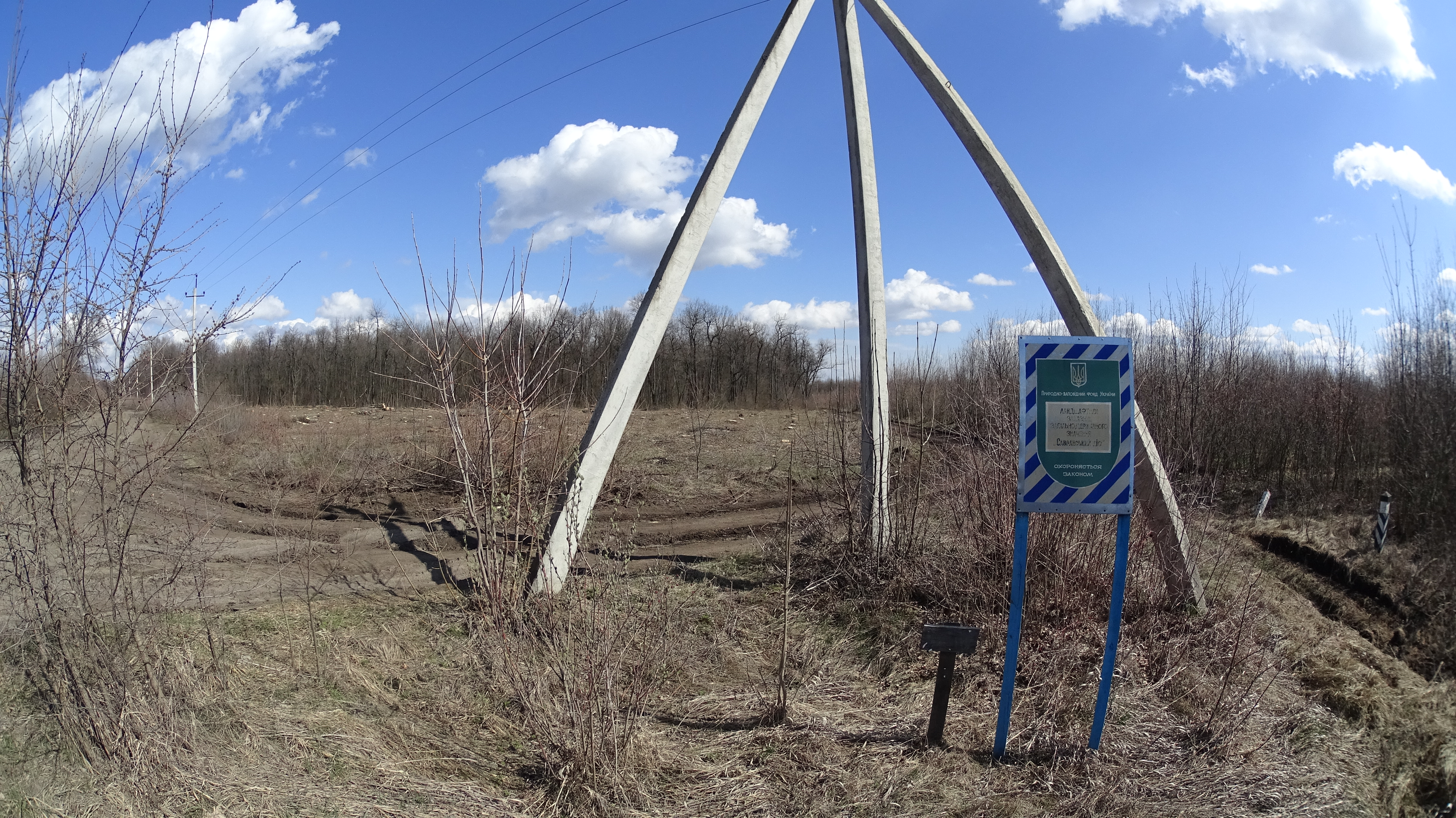
Савранський ліс

Нерідко, заказника передує створення одного або кількох об'єктів природно-заповідного фонду місцевого значення. В результаті, великий ЗК фактично поглинає раніше створені ПЗФ. Проте їхній статус зазвичай зберігають. 
До складу території заказника «Савранський ліс» входять такі об'єкти ПЗФ України: 
- Гідрологічна пам'ятка природи місцевого значення «Гайдамацька криниця» (див. нижче).
- Ботанічна пам'ятка природи місцевого значення «Слюсарівський віковий дуб»

### Гайдамацька криниця

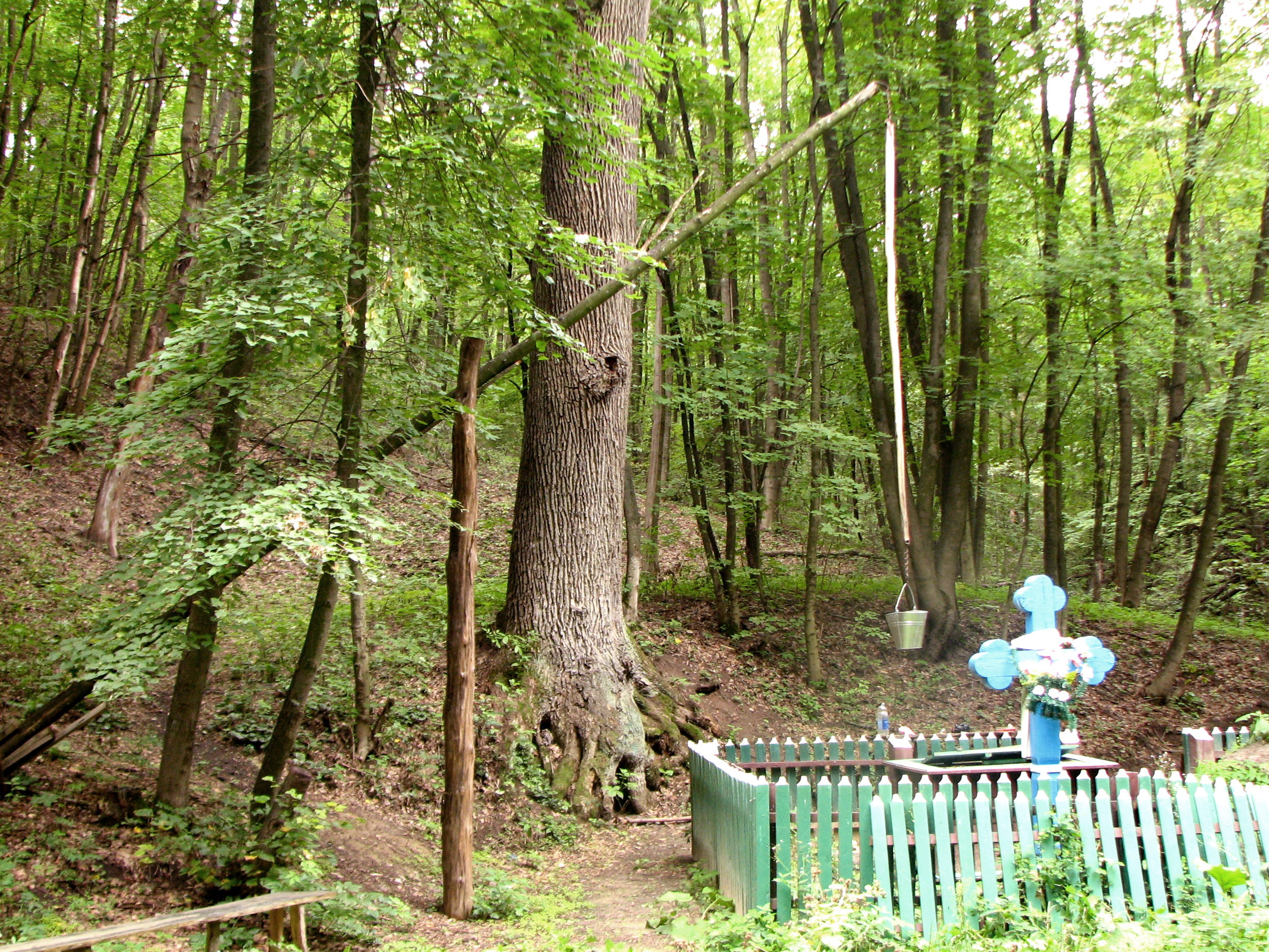
Гайдамацька криниця (2007 р.)

У Дідовому яру в «Савранському Лісі» розташована криниця, обладнана близько 1768 р. уманськими гайдамаками, що брали участь у повстанні 1768 року. З роками криниця зазнала руйнування, але була відроджена у 2005 р. силами місцевих жителів. Біля криниці росте великий дуб, вік якого перевищує вік криниці. На поляні біля криниці вкопано столи на понад 100 людей. У цьому місці регулярно зустрічаються члени козацького товариства, проводяться шкільні екскурсії.
З 1972 р. Гайдамацька криниця є гідрологічною пам'яткою природи.